# Младост (Апатин)
Футбольний клуб Младост або просто Младост (Апатин) (серб. Фудбалски клуб Младост Апатин) — професіональний сербський футбольний клуб з міста Апатин.

## Відомі гравці
Гравці, які виступали у складі національних збірних:
- Ненад Мишкович
- Амір Телигович
- Радослав Батак
- Мілош Косанович
- Васелько Тривунович
- Джорде Туторич
- Боян Брнович
- Ненад Брнович
- Нікола Мальбаша
- Борис Васкович

## Відомі тренери
- Петар Нікежич
- Петар Курчубич